# عمر رمزي
عمر رمزي (بالإنجليزية: Omar Ramzi)‏ من مواليد 5 يونيو 1983، وهو أول ممثل كوميدي سوداني أبيض وواحد من أوائل الممثلين الكوميديين الذين يقدمون عروضهم على خشبة المسرح في المملكة العربية السعودية وقد فتح أبوابه لعدد من الكوميديين البارزين من الولايات المتحدة والمملكة المتحدة.

## الحيوية والمهنية
ولد عمر رمزي ونشأ في جدة، المملكة العربية السعودية. والدته أيرلندية وأبوه سوداني ومعروف في عالم الكوميديا باسم «السوداني الأبيض»، وكان ظهوره الأول ككوميدي فنان في فبراير عام 2009، وهو مفتوح لأحمد أحمد في جدة، المملكة العربية السعودية مع بعض الكوميديين المحليين الآخرين لابتسامة للإنتاج.
منذ ذلك الحين، يقوم بالعروض في جميع المدن الرئيسية في المملكة العربية السعودية ومصر: جدة والرياض والخبر والقاهرة والإسكندرية. افتتح العديد من الكوميديين المشهورين عالميًا مثل أحمد أحمد ومز جبراني وأنجيلو تساروشاس. ودين إدواردز وجيف ميرزا وإريك جريفين. وقد أدا في معارض استضافتها ابتسامة للإنتاج والأحداث الفاخرة ورحمن والأصدقاء، أحداث القرن والحزب الكوميدي.

## المظاهر ولقطات الفيديو
أدى وأجرى مقابلة معه في البرنامج السعودي على القناة الثانية «يوم في حياة» يوم في حياته، وكان يتصرف في الفيديو الموسيقي «لم يحن بعد وقت متأخر» للأمير فيصل آل سعود، لم يحن بعد إم تي في العربية نشر مجموعة مختارة من مقاطع الفيديو لأدائه ومواده الكوميدية الأخرى على قناته على اليوتيوب.
وقد ظهر في قصة سي إن إن «أول مصنع كوميدي في مصر» مع الحزب الكوميدي.
وفي الآونة الأخيرة، كان أحد المرشحين النهائيين في عرض الكوميديا كيت كات (حلوى). عرض على غرار تلفزيون الواقع كان مقره في دبي، الإمارات العربية المتحدة.

## هوايات أخرى
لديه أيضًا شغف بالإنتاج الموسيقي وأنتج العديد من الأغاني من جميع الأنواع المختلفة من الروك إلى الهيب هوب.